# Quinlan Road
Quinlan Road è l'etichetta discografica di Loreena McKennitt, di cui è amministratrice e unica artista.
L'etichetta è nata nel 1985 assieme al primo album dell'artista, "Elemental", contenente brani di ispirazione celtica e tradizionale, nello stile musicale che è tuttora consuetudine per la McKennitt. Il nome dell'etichetta riprende quello della strada della fattoria in cui l'artista ha trascorso i suoi primi anni.
Nel 1991 la Quinlan Road ha stretto un accordo con la Warner Music Canada per la distribuzione musicale che, fino ad allora, era avvenuta per corrispondenza.